# Hammedi
Hammedi (em árabe: حمادى) é uma cidade e comuna localizada na província de Boumerdès, Argélia. Segundo o censo de 2008, a população total da cidade era de 40 546 habitantes.